# خورخه نگری
خورخه نگری (انگلیسی: Jorge Negri؛ زادهٔ ۳ ژوئن ۱۹۳۳) بازیکن فوتبال اهل آرژانتین است.
از باشگاه‌هایی که در آن بازی کرده‌است می‌توان به باشگاه فوتبال راسینگ کلوب آویاندا اشاره کرد.
وی همچنین در تیم ملی فوتبال آرژانتین بازی کرده‌است.